# 日本ライフセービング協会
公益財団法人日本ライフセービング協会（にほんライフセービングきょうかい、英字表記：JAPAN LIFESAVING ASSOCIATION、略称：JLA）は、日本でのライフセービング活動を統括する組織である。国際ライフセービング連盟に加盟しており、同連盟の国内競技連盟である。

## 目的
同協会が掲げる目的は「国際的な視野から、海岸をはじめとする全国の水辺の環境保全、安全指導、監視・救助を行うライフセービングの普及および発展等に関する事業を行い、国民の安全かつ快適な水辺の利用に寄与すること」(本協会の定款第3条より) である。

## 沿革
- 1970年 - 湘南指導員協会発足
- 1977年 - 湘南指導員協会解散
- 1978年 - 日本サーフ・ライフ・セービング協会設立し、ワールドライフセービングに加盟
- 1983年 - 日本ライフガード協会設立
- 1985年 - 日本ライフガード協会がワールドライフセービングに加盟。日本サーフ・ライフ・セービング協会と日本ライフガード協会の統合を目的とした日本ライフ・セービング協議会設立
- 1991年 - 日本ライフガード協会と日本サーフ・ライフ・セービング協会が統合し、日本ライフセービング協会発足。ワールドライフセービングに加盟
- 1994年 - 国際水難救助連盟とワールドライフセービングが統一し、国際ライフセービング連盟発足に伴い、加盟
- 2001年 - 特定非営利活動法人化
- 2019年 - 公益財団法人化

## 組織

### 役員
定款の第13条にある役員規定によると、理事は5人以上10人以内、監事は1人以上2人以内(理事長1人、副理事長3人以内を理事定数内で置く)としている。ただし、2018年7月時点の公式サイトでの組織概要では以下のように配されている。
- 理事長(1名)[3]
- 副理事長(2名)[3]
- 理事(9名):理事長、副理事長を含まない。[3]
- 監事(2名)[3]

## 大会・イベント
国際大会
- 『三洋物産 インターナショナル ライフセービングカップ』[4]

国内大会
- 全日本ライフセービングプール競技選手権大会
- 全日本ライフセービング種目別選手権大会
- 全日本ライフセービング選手権大会
- 全日本学生ライフセービング選手権大会

## 加盟・団体会員
JLA団体正会員 51団体 JLA団体一般会員 60団体（2017年5月現在）

### 加盟している地域クラブ
- 北海道
  - 小樽ライフセービングクラブ
  - 札幌ライフセービングクラブ
- 青森県
  - つがるライフセービングクラブ
- 岩手県
  - 盛岡ライフセービングクラブ
  - 釜石ライフセービングクラブ
- 秋田県
  - 秋田ライフセービングクラブ（令和6年6月休止へ）
- 山形県
  - 山形ライフセービングクラブ
- 宮城県
  - 気仙沼ライフガード
  - いわきライフセービングクラブ
- 茨城県
  - 大洗サーフライフセービングクラブ
  - 大竹サーフライフセービングクラブ
  - 特定非営利活動法人　鹿嶋ライフガードチーム
  - 波崎サーフライフセービングクラブ
- 千葉県
  - 特定非営利活動法人　九十九里ライフセービングクラブ
  - 銚子ライフセービングクラブ
  - 白浜ライフセービングクラブ
  - 岩井ライフセービングクラブ
  - 鴨川ライフセービングクラブ
  - 和田浦ライフセービングクラブ
  - 飯岡ライフセービングクラブ
  - 勝浦ライフセービングクラブ
  - 館山ライフセービングクラブ
  - 御宿ライフセービングクラブ
- 東京都
  - 式根島ライフセービングクラブ
  - 神津島ライフセービングクラブ
  - 新島ライフセービングクラブ
  - 三多摩ライフセービングクラブ
  - スポーツプレックスライフセービングクラブ
  - 東京消防庁ライフセービングクラブ
  - 三宅島ライフセービングクラブ
  - KITAJIMAQUATICS
  - 世田谷区スポーツ振興財団（世田谷スイミングアカデミー）
- 神奈川県
  - 横浜海の公園ライフセービングクラブ
  - 特定非営利活動法人西浜サーフライフセービングクラブ
  - 三浦海岸サーフライフセイビングクラブ
  - 特定非営利活動法人湯河原ライフセービングクラブ
  - 茅ヶ崎サーフライフセービングクラブ
  - 大磯ライフセービングクラブ
  - 湘南ひらつかライフセービングクラブ
  - 二宮ライフセービングクラブ
  - 辻堂ライフセービングクラブ
  - SURF90茅ヶ崎ライフセービングクラブ
  - 葉山ライフセービングクラブ
  - 鎌倉ライフガード
  - SURF90鎌倉ライフセービングクラブ
  - NPO法人バディ冒険団
  - 逗子サーフライフセービングクラブ
- 新潟県
  - 柏崎ライフセービングクラブ
  - 新潟青山ライフセービングクラブ
  - 佐渡ライフセービングクラブ
- 福井県
  - 若狭和田ライフセービングクラブ
- 静岡県
  - 今井浜サーフライフセービングクラブ
  - 特定非営利活動法人　下田ライフセービングクラブ
  - 熱川ライフセービングクラブ
  - 棒原ライフセービングクラブ
  - 土肥ライフセービングクラブ
  - 御浜ライフセービングクラブ
  - 相良ライフセービングクラブ
  - 西伊豆ライフセービングクラブ
  - 用宗ライフセービングクラブ
  - 沼津ライフセービングクラブ
  - 特定非営利活動法人 浜松ライフセービングクラブ
- 愛知県
  - 愛知ライフセービングクラブ
- 京都府
  - 特定非営利活動法人　京都ライフセービング
- 大阪府
  - 特定非営利活動法人　大阪ライフセービングクラブ
  - せんなん里海公園・淡輪ライフセービングクラブ
- 兵庫県
  - 特定非営利活動法人　神戸ライフセービングクラブ
- 鳥取県
  - 特定非営利活動法人　皆生ライフセービングクラブ
  - 岩美ライフセービングクラブ
- 島根県
  - キララライフセービングクラブ
  - 特定非営利活動法人　浜田ライフセービングクラブ
- 岡山県
  - 岡山ライフセービングクラブ
- 広島県
  - 安芸ライフセービングクラブ
- 山口県
  - 山口ライフセービングクラブ
  - 特定非営利活動法人コバルトブルー下関ライフセービングクラブ
  - 吉母アクアライフセービングクラブ（Y.A.L.S.C）
  - 関門ライフセービングクラブ
  - 萩サーフ・ライフセービング・クラブ
- 徳島県
  - 徳島ライフセービングクラブ
- 福岡県
  - 宗像ライフセービングクラブ
  - 福岡ライフセービングクラブ
  - 新宮ライフセービングクラブ
  - ふくつライフセービングクラブ
  - 博多サーフライフセービングクラブ
- 大分県
  - 特定非営利活動法人　大分ライフセービングクラブ
- 宮崎県
  - 特定非営利活動法人　宮崎ライフセービングクラブ
  - 富土ライフセービングクラブ
  - 日向ライフセービングクラブ
- 鹿児島県
  - かごしま磯ライフセービングクラブ
  - 奄美ライフセービングクラブ
  - 屋久島ライフセービングクラブ
- 沖縄県
  - 万座ライフガードチーム
  - 北谷公園サンセットビーチライフセービングクラブ
  - 今帰仁ライフセービングクラブ
  - 琉球ライフセービングクラブ
  - 座間味ライフセービングクラブ

### 加盟している学校クラブ
- 宮城県
  - 仙台大学ライフセービング同好会
- 茨城県
  - 筑波大学ライフセービング部
  - 流通経済大学ライフセービングクラブ
  - 茨城大学サーフライフセービングクラブ
- 埼玉県
  - 武蔵丘短期大学ライフセービングクラブ
- 千葉県
  - 国際武道大学ライフセービングクラブ
  - 順天堂大学ライフセービングクラブ
  - 千葉大学ライフセービングクラブ
  - 千葉科学大学ライフセービングクラブ
- 東京都
  - 日本女子体育大学ライフセービングクラブ
  - 拓殖大学ライフセービング部
  - 専修大学サーフライフセービング愛好会
  - 日本体育大学ライフセービングクラブ
  - 東京女子体育大学ライフセービングクラブ
  - 国士舘大学ライフセービングクラブ
  - 早稲田大学ライフセービングクラブ
  - 杏林大学ライフセービング部
  - 中央大学ライフセービングクラブ
  - 東洋大学サーフライフセービングクラブ
  - 成蹊大学体育会ライフセービング部
  - 法政大学サーフライフセービングクラブ
  - 実践女子大学ライフセービングクラブ
  - 成城学園ライフセービングクラブ
  - 國學院大學ライフセービングクラブ
  - 日本大学サーフライフセービングクラブZIPANG
  - 青山学院大学ライフセービングクラブ
  - 明治大学サーフライフセービングクラブ
  - 帝京大学ライフセービングクラブ
  - 玉川大学ライフセービングクラブ
  - 昭和第一学園高等学校ライフセービング部
  - 十文字高等学校ライフセービングクラブ
  - 日本体育大学荏原高等学校ライフセービングクラブ
- 神奈川県
  - 東海大学湘南校舎体育会ライフセービングクラブCREST
  - 神奈川大学ライフセービングクラブ
  - 文教大学ライフセービングクラブ
- 新潟県
  - 新潟産業大学ライフセービング部
- 福井県
  - 福井県立大学ライフセービング部
- 静岡県
  - 東海大学海洋学部ライフセービングクラブLOCO
- 愛知県
  - 日本福祉大学ライフセービングクラブ
  - 中京大学ライフセービングクラブ
- 大阪府
  - 大阪体育大学ライフセービング部
- 鳥取県
  - 鳥取大学発ライフセービングクラブ
- 広島県
  - 海上保安大学校ライフセービングクラブ
  - 広島国際大学ライフセービングクラブ
- 福岡県
  - 九州産業大学ライフセービングクラブ
  - 福岡大学ライフセービングクラブ
- 鹿児島県
  - 鹿児島国際大学ライフセービングクラブ
- 沖縄県
  - 琉球大学ライフセービングクラブ

## 提携
- 海上保安庁 - 事故防止対策等に関する協定(2017-03-09)[5]